# Río Esteiro
El río Esteiro (en portugués, rio o ribeiro do Esteiro) es un pequeño río de Póvoa de Varzim, Portugal. Nace en el monte da Cividade, en la antigua freguesia de Terroso, y desemboca en la antigua freguesia de A Ver-o-Mar.
Por ser un río tan pequeño, siempre ha tenido una ecología frágil, siendo destacable la existencia de anguilas. La contaminación del río por parte de la población local llevó a que la Cámara Municipal cubriera una buena parte del curso con un paseo de madera. Sin embargo, con el paso del tiempo, el río continúa con problemas y la solución encontrada no es considerada por muchos como la mejor.
El proyecto Futuro Sustentável del Grande Porto prevé recuperar todo el río, desde su nacimiento en Terroso hasta la desembocadura.
- Datos: Q961657